# Дагтекин, Шеймуз
Шеймуз Дагтекин (тур. Şeyhmus Dağtekin, фр. Seyhmus Dagtekin, 1964, Гарун, Турция) — французский поэт курдского происхождения.

## Биография
Учился журналистике в Анкаре. В 1987 году приехал к старшему брату во Францию и остался там, после 1992 году в Турцию уже не возвращался. Учился в Нанси, затем в Университете Париж-1, где защитил диплом по массмедиа. Говорит на пяти языках, пишет на турецком, курдском и французском, активно выступает с чтением своих произведений.

## Творчество
Дебютную книгу стихов выпустил в Турции в 1992 году, первый сборник стихотворений на французском языке «Артерии-солнца» — в 1997 году. Автор восьми книг стихов, романа «Ночные дороги» (2000, специальное упоминание жюри Премии пяти континентов франкоязычным авторам).

## Признание
Премия Малларме (2007), премия Теофиля Готье, присуждаемая Французской академией (2008), международная премия Ивана Голля за франкоязычную поэзию.